# Abraxas stresemanni
Abraxas stresemanni là một loài bướm đêm thuộc họ Geometridae. Nó được Rothschild miêu tả năm 1915. Nó được tìm thấy ở Ceram.